# Gáspár András (színművész)
Gáspár András (Budapest, 1970. augusztus 18.–) magyar színművész,  rendező, író, drámatanár, szinkronszínész és szerkesztő-műsorvezető.
A kalocsai Korona FM100 férfihangja.

## Életrajz
A budapesti Vörösmarty Mihály Gimnázium drámatagozatán tanult 1984-1988-ig. 1988-ban vették fel elsőre a Színház és Filmművészeti Egyetemre. 1988-1989 között katonaként az Angyalbőrben televíziós sorozatban forgatott.  1989-1993-ig a Színház és Filmművészeti egyetem színész szakán tanult.
Felesége: Balázs Ágnes színésznő. Három gyermeke van: Tóth Gáspár Dániel, fotóművész (1991) első házasságából, a nevelt fia Dékány  Barnabás, színművész (1991), és Gáspár Bianka (1997) a közös gyermekük Balázs Ágnessel.
A Színház- és Filmművészeti Főiskolán 1993-ban végzett, színész szakon. A Guildhall School (London) színész szakának 1991-ben, majd ezután a British American Drama Academy (London) színész szakának 1992-ben volt hallgatója.
Régebben Tóth-Gáspár András néven volt ismert.
1992-1994 között a Nemzeti Színház tagja volt, majd szabadúszó lett. Játszott a Karinthy színpadon, a Komédiumban, a József Attila Színházban, a Buda Stagen és a Vidám Színpadon. Korábban a Centrál Színházban volt látható az 1994-ben bemutatott  S.Ö.R. (Shakespeare Összes Rövidítve), azonban ez 2017 szeptemberétől a Hatszín Teátrumba lesz és a 2000-ben színpadra állított G.Ö.R.CS. (Görögök Összes Regéi és Cselekedetei) előadásokban,  A Magyar Színház társulatában vendégművészként játszotta az Andersen, avagy a mesék meséje című előadást, amely színdarabot felesége, Balázs Ágnes írt. Saját vállalkozásban több színdarabot színpadra álmodtak: 1993: Psyché megidézése (rockszeánsz Weöres Sándor : Psychéje nyomán, Vidám Színpad), 2001: Isteni show (Madách: Az ember tragédiája nyomán, Buda Stage és Vidám Színpad) és 2011: CS.A.J. (Csakazértisjáték, Budapesti Kamaraszínház, Kishont Ferenc: Kész Színház műve nyomán). A S.Ö.R. és G.Ö.R.CS előadásoknak társrendezője.
Legismertebb szinkronhangot Seann William Scottnak adta az Amerikai pite sorozat egyik szereplőjének, illetve az Egértanya, egy amerikai vígjáték egyik főszereplőjének, Lee Evans-nek, és a Kung Fu Panda 1-2-3 ből Po-nak a hangja. 1995 óta Jamie Oliver mesterszakács magyarhangja.
1994-2006 között dolgozott a médiában műsorvezető- szerkesztőként. Dolgozott az Msat, TV3, RTL-KLUB kereskedelmi televízióknál, az RTL-n show műsort vezetett és később telefonos játékok műsorvezető-főszerkesztője és fejlesztője volt 1998-2003 között. és 2003-2006 között az MTV munkatársa volt műsorvezető-szerkesztőként.
2003-2006 között a Budapesti Gazdasági Főiskola Külkereskedelmi tagozatán, a Nemzetközi kommunikáció szak, másoddiplomás levelező képzésének hallgatója, valamint a BKF szóvivő tagozatának hallgatója volt, valamint a KKDSZ kulturális menedzser képzésén is tanult. 2005-ben közgazdász diplomát szerzett, 2006-ban szóvivői (BKF) és kulturális menedzser (KKDSZ) diplomákat szerzett.
Drámatanárként aktívan dolgozik. Csoportokat vezet a Óbudai Árpád Gimnáziumban. Balázs Ágnessel 2008-ban hozták létre az ÁSZ színjátszó tábort, és 2009-től működik az ÁSZ DRÁMAISKOLA, amely középiskolás diákoknak kínál színvonalas drámaoktatást. A budapesti, kaposvári és marosvásárhelyi színművészeti egyetemeken számos diákja tanul színész és rendező szakokon.
2020-tól a Móra Könyvkiadó írója. Első regénye egy sci-fi, melynek címe: FÖLD 2 ZÁRÓVIZSGA. A mű egy maroknyi diákcsapat kalandjairól szól, akiknek küldetése, hogy
egy akadálypályán, melyet az univerzum peremén hozott létre az a civilizáció, amelynek az ember a földi létét köszönheti, bizonyítsák, hogy az emberiség méltó az ajándékra, amit alkotóitól kapott. A tét nem kicsi, ugyanis az akadálypályán mások is küzdenek azért, hogy megmaradhassanak. Ugyanis  a verseny végén csak egy maradhat..

## Szerepeiből

### Főbb színházi szerepei
2011-2012 – Mondod-e még a szót, szeretlek? – Komédium Színház
2009-2011 CS.A.J. (Csakazértisjáték) – színdarab (bemutató: 2009. február 20. Budapesti Kamaraszínház – Ericsson Stúdió)
2004-2010 Andersen, avagy a mesék meséje – zenés játék (bemutató: 2004. november 5. Szegedi Nemzeti Színház; Pesti Magyar Színház, Szegedi Nemzeti Színház) – címszerep
2001-2003 Isteni show – musical (bemutató: 2001. október 21.Buda Stage, Vidám Színpad, társszerző) – Ádám
2000- G.Ö.R.Cs azaz Görögök Összes Regéi és Cselekedetei (Buda Stage, Vidám
Színpad) – főszerep
1997-1998 Doktor úr (József Attila színház) – Bertalan
1996-1997 Korai fagy (Karinthy Színpad) – Mike
1994 – S.Ö.R. azaz Shakespeare Összes Rövidítve – főszerep (Komédium, Buda Stage,
Vidám Színpad)
1993-1994 Jézusom szerelmes vagyok! – Ricardo zenés játék Nino Manfredi
rendezésében (Vidám Színpad)
1993-1995 Psyché megidézése – főszerep (Vidám Színpad, Kis Színház)
1993/94/98/99 Rocky Horror Show – Brad Majors (SZFE, Vidám Színpad, Buda Stage)
1992-1993 Chioggiai csetepaté – Beppe (Várszínház)
1992-1993 Godspell (Várszínház)
1992-1993 Szentivánéji álom – Demetrius, majd Lysander (Várszínház):

### Főbb színházi alkotó és produceri tevékenység
2020 – Balázs Ágnes: Petőfi játék – street workout musical – rendező (Pesti Magyar Színház) – A koronavírus helyzet miatt halasztott előadások!
2019 – Balázs Ágnes: Petőfi játék – street workout musical – rendező (Szentendrei Teátrum)
2019 – Balázs Ágnes: Meghallgatás pszichó krimi – rendező (Pinceszínház)
2017 – Adrian Mole újabb kínszenvedései a felnőtt kor küszöbén – író, rendező (Hatszín Teátrum)
2010 – GRAMP – rendező (Pesti Magyar Színház; Bábszínház)
2009 – Csakazértisjáték – társproducer
2001 – 2003 Isteni show – musical zene és dalszövegek társszerzője, producer
( Buda Stage, Vidám Színpad)
2000 – G.Ö.R.Cs Görögök Összes Regéi és Cselekedetei – társ-producer és rendező
(Buda Stage, Vidám Színpad)
1994 – S.Ö.R. Shakespeare Összes Rövidítve – társ-producer
1993 – 1995 Psyché megidézése – zenés játék zene, rendezés és producer (Vidám Színpad)

### Rendezései drámatanárként
VÍG VÉGJÁTÉKOK (Komédia Karinthy művei alapján)
A FAL (zenés asszociáció a Pink Floyd zenéire)
NAPFIAK (Indián mesék nyomán)
STÍLUSGYAKORLATOK (Queneau műve nyomán)
SZELEBURDI ABC MESÉK /Balázs Ágnes műve nyomán/
HULLÁM /A klasszikus film nyomán/
ORWELL: ÁLLATFARM
BERG JUDIT: PÁRIS ALMÁJA
EMBERI ÁLLATSÁGOK /helyzetgyakorlatsor/
NEVETSÉGES HÉTKÖZNAPJAINK /Kishont Ferenc művei nyomán/
NEVELETLEN ABC MESÉK /Balázs Ágnes műve nyomán/
DÜRRENMATT: AZ ÖREG HÖLGY LÁTOGATÁSA
ESTI KORNÉL SZÜLETÉSE /Kosztolányi művei nyomán/
M. ENDE: MOMO
MODERN MESÉK /Helyzetgyakorlatsor/
KELL EGY CSAPAT! /Mándy I.-Czicó A. nyomán/
Továbbá:
AZ ÚJ GRUND (Molnár Ferenc műve nyomán)
ALKOTNI SZÜLETTÜNK! (zenés asszociációk a Popfesztivál dalaira)
JÁNOS VITÉZ
TOLDI
MAX ÉS MÓRICZ
PÁR PERC EGYPERC (Örkény egypercesei alapján)
MINDIG A FÉNYVE NÉZZ!  (zenés asszociációk Ákos dalaira)
LÉLEKRÖNTGEN (zenés asszociációk Cseh Tamás dalaira)
KÁOSZ (Mika Myllyaho műve nyomán)
MOLIERE: KÉNYESKEDŐK
SHAKESPEARE: MACBETH
A 13 és 3/4 ÉVES ADRIAN MOLE KÍNSZENVEDÉSEI (Sue Townsend műve nyomán)
ADRIAN MOLE ÚJABB KÍNSZENVEDÉSEI  (Sue Townsend műve nyomán)
ADRIAN MOLE KÜSZKÖDÉSEI A FELNŐTTKOR KÜSZÖBÉN
(Sue Townsend műve nyomán)

### TV- és filmszerepek
- 2019-2021 – Mintaapák – Halmos Igor, Klára főnöke (TV2 sorozat)
- 2015 – A Szent Grál – Noé (BKF-vizsgafilm; rendező: Nemes Sándor)
- 2015 – A róka megeszi a gólyát – Férj (BKF-vizsgafilm; rendező: Bagyinszki Valéria)
- 2014 – 2019 ..... – Barátok közt – Petrik Gedeon (RTL Klub sorozat)
- 2014 Lépéselőny – Bob (BKF-vizsgafilm; rendező:Simon Alex)
- 2014 Huszárugrás – Ritter (BKF-vizsgafilm; rendező: Laczkó Dóra)
- 2013 Méz – főszerep – strici (BKF-vizsgafilm; rendező: Egressy Tamás)
- 2013 Hat szál gyufa  Rubnyikov (BKF-vizsgafilm; rendező: Jancsó Dániel Tamás)
- 2012 Drogprevendió (rendező: Barnóczky Ákos)
- 2011 LOG-IN  – epizódszerep (film; Rendező: Bardóczky Ákos)
- 2009 Az ALEF LABIRINTUSA – főszerep (rendező: Király Tamás)
- 2007 Budapest 107 – Dorka könyve (pilot)– főszerep (TV filmsorozat; rendező: Alex Nemetz)
- 2007 Ördögi kör – főszerep (kísérleti film; Rendező: Deák Péter)
- 2002 Előre! – mellékszerep (mozifilm; rendező: Erdélyi Dániel)
- 2001 Rendőrsztori – főszerep (filmsorozat, TV2 kereskedelmi televízió)
- 1999 Európa expressz – főszereplő (mozifilm; rendező: Horváth Csaba)
- 1996 Kisváros – szereplő (Tv film)
- 1996 Tamás és Juli – szereplő (mozifilm; rendező: Enyedi Ildikó)
- 1989-1990 Angyalbőrben – szereplő (MTV)

### Szinkronok
- Angyali Érintés (4.-9. évad) – Andrew (John Dye)
- Amerikai pite: A találkozó (színes, magyar besorolás, amerikai-romantikus vígjáték, 2012) szinkronhang
- Amerikai pite 1,2,3,4 (Stifler, azaz Shawn William Scott magyarhangja)
- Beverly Hills 90210 (színes, magyar besorolás, amerikai ifjúsági filmsorozat) (Steve Sanders magyar hangja mind a tíz évadban)
- Cápamese (amerikai animációs film, 2004) szinkronhang (Oszkár)
- Gulliver utazásai (színes, magyar besorolás, amerikai kalandfilm, 2010) szinkronhang
- Kung Fu Panda (színes, magyar besorolás, amerikai animációs film, 2008) szinkronhang (Po)
- Kung Fu Panda 2. (színes, magyar besorolás, amerikai animációs film, 2011) szinkronhang (Po)
- Kung Fu Panda 3. (színes, magyar besorolás, amerikai animációs film, 2016) szinkronhang (Po)
- Kung Fu Panda 4. (színes, magyar besorolás, amerikai animációs film, 2024) szinkronhang (Po)
- Kutyakomédiák (színes, magyar vígjátéksorozat, 1992) (TV-film) színész
- Nevelésből elégséges (amerikai sitcom) szinkronhang (Burt Chance)
- Pizsamás Banánok (televíziós sorozat) (színes, magyar besorolás, ausztráliai sorozat) B1
- Suicide Squad (színes, magyar besorolás, amerikai film, 2016) szinkronhang (Joker)
- Te vagy az életem (Facundo Arana magyarhangja)
- Torchwood (brit televíziós sci-fi filmsorozat) szinkronhang ("Jack Harkness kapitány")
- Totál Dráma (színes, magyar besorolás, kanadai rajzfilmsorozat) szinkronhang (D.J.)
- Tündéri keresztszülők (színes, magyar besorolás, amerikai rajzfilmsorozat) Cosmo (Nickelodeon-szinkron)
- Újabb bolondos dallamok (színes, magyar besorolás, amerikai rajzfilm sorozat) Dodó kacsa
- Vészhelyzet (amerikai sorozat) – Dr. Tony Gates szinkronhangja
- Yu Yu Hakusho (színes, japán animációs sorozat, 1992) – Kazuma Kuwabara szinkronhangja